# Wasserturm (Memmingen)

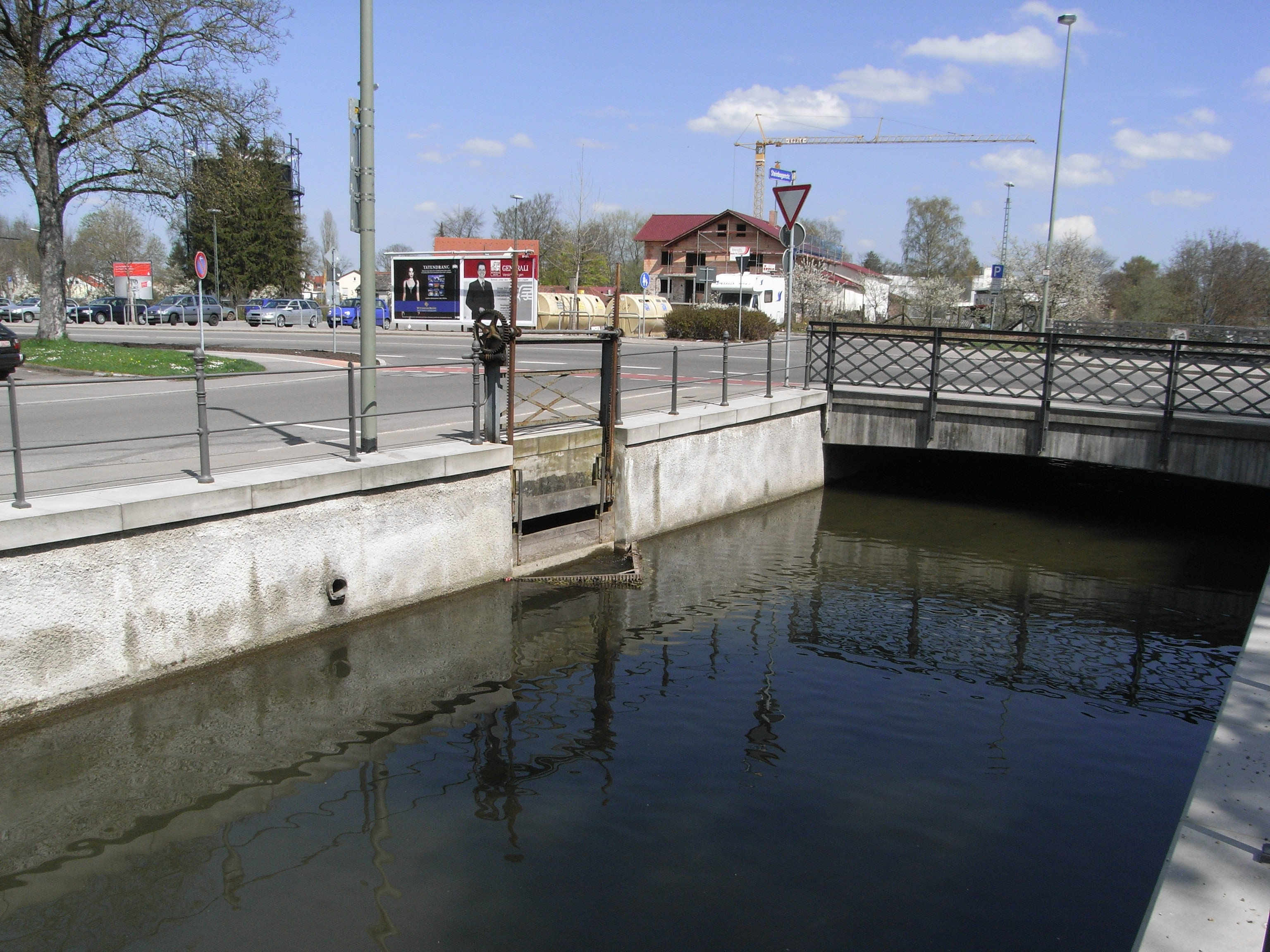
Ehemaliger Standort des Wasserturms

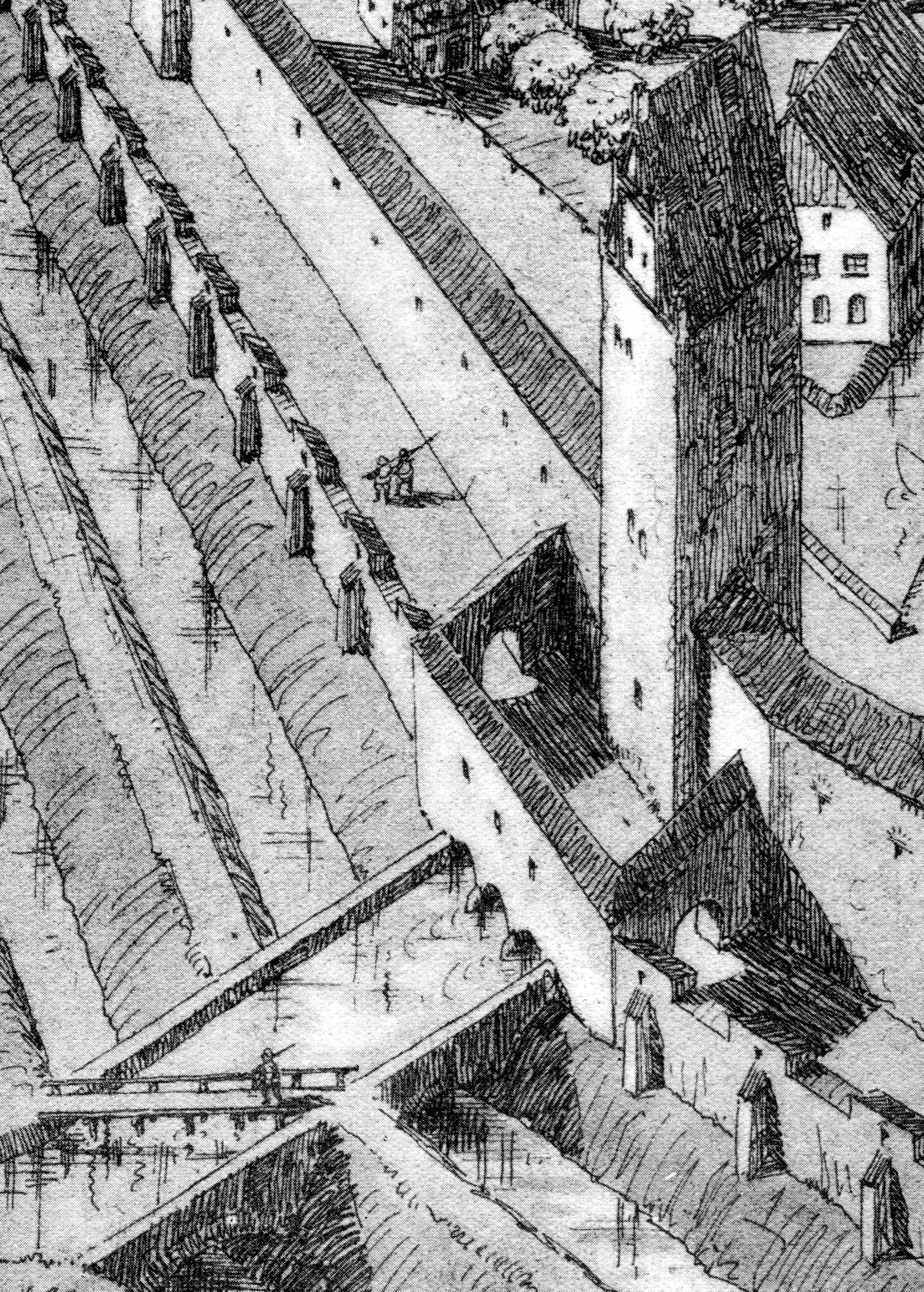
Die Wasserkunst vor ihrem Abbruch

Der Wasserturm war ein Verteidigungsturm der oberschwäbischen Stadt Memmingen in Bayern. Er diente zur Verteidigung der sogenannten Wasserkunst. Er wurde 1865 abgebrochen.

## Lage
Der Turm lag zwischen dem Lindentörlein und dem kleinen Pechturm an der Ostseite der Stadt.

## Aussehen
Der Turm war als Torturm mit Satteldach gebaut. Er hatte ein Gewölbe, durch das die Aach in die Stadt floss. Er war verputzt, ohne Bemalung und hatte kleine Zierwerken. In einem Vorbau floss durch Bögen der Stadtbach. Die Seitenwände waren ebenfalls mit Bögen versehen. Im Inneren war der Bach überbrückt, so dass die beiden seitlichen Bögen den Durchgang ermöglichten.

## Geschichte
Der Wasserturm wurde 1388 über der sogenannten Wasserkunst errichtet. Ab etwa 1450 wurde in seinem geräumigen Gewölbe eine Pulverfabrik eingerichtet, welche öfters explodierte und den Turm beschädigte. Er hatte ungefähr die Form des Ulmer Tores. Bereits 1552 wurde das Pulvermahlwerk an die Buxach ausgelagert. Ab diesem Zeitpunkt wurde er baulich nicht mehr verändert. Beim Bahnbau wurde er in einer dreijährigen Abbruchphase von 1862 bis 1865 abgebrochen.